# Pałac Beaumont
Pałac Beaumont (ang. Beaumont Palace) – średniowieczna rezydencja królów Anglii usytuowana w Oksfordzie.
Pałac został wzniesiony ok. 1130 z rozkazu Henryka I, który pragnął mieć komfortową rezydencję blisko swoich ulubionych terenów łowieckich. Koniec jego użytkowania przez monarchów wiąże się według przekazów z bitwą pod Bannockburn. Król Edward II miał wówczas złożyć śluby Dziewicy Maryi, że jeśli wyjdzie z bitwy cało, ufunduje karmelitański klasztor. Edward batalię przeżył i w 1318 zgodnie z danym słowem przekazał pałac zakonowi. Służył mu on przez ponad 200 lat, aż do rozwiązania zgromadzenia w czasie reformacji. Większość budynku uległa następnie rozbiórce, zaś pozyskane elementy posłużyły do budowy innych gmachów Oksfordu, głównie należących do uniwersytetu. Ostatnie pozostałości budowli zostały usunięte podczas budowy na jego miejscu ulicy, co nastąpiło w latach 20. XIX wieku. Na pamiątkę pałacu została ona nazwana Beaumont Street.